# Guignardia manihoti
Guignardia manihoti är en svampart som beskrevs av Sacc. 1914. Guignardia manihoti ingår i släktet Guignardia och familjen Botryosphaeriaceae.   Inga underarter finns listade i Catalogue of Life.